# Scolopendra galapagoensis
Scolopendra galapagoensis (лат.) — вид губоногих многоножек (Chilopoda) из рода сколопендры (Scolopendra). Предположительно один из наиболее крупных видов сколопендр. Местами обитания являются — Эквадор, Галапагосские острова, Северный Перу, западные склоны Анд, остров Чатем.
Крупный вид, считающийся одним из самых больших в семействе. В среднем состоит из двадцати сегментов. Первые 4—7 сегментов-усиков имеют синеватый оттенок, остальные — ярко-оранжевый, реже — красный как и у челюстей. Ножки оранжевого цвета. Последняя одна или несколько пар ножек переходят из оранжевого в тускло-красный цвет.